# Val-de-Bride
Val-de-Bride ist eine französische Gemeinde mit 518 Einwohnern (Stand 1. Januar 2022) im Département Moselle in der Region Grand Est (bis 2015 Lothringen). Sie gehört zum Arrondissement Sarrebourg-Château-Salins.

## Geographie
Val-de-Bride liegt in der Landschaft Saulnois, 15 Kilometer östlich von Château-Salins und zwei Kilometer nordwestlich von Dieuze auf einer Höhe zwischen 204 und 330 m über dem Meeresspiegel. Das Gemeindegebiet umfasst 11,12 km².
Die Gemeinde liegt im Regionalen Naturpark Lothringen.

## Geschichte
Val-de-Bride entstand am 1. März 1973 durch Zusammenlegung der beiden Dörfer Kerprich-lès-Dieuze (Kerprich bei Duß) und Guénestroff (Genesdorf).
Der Bischofsstab im Gemeindewappen weist darauf hin, dass Guénestroff der Abtei von Vergaville gehörte. Die Rose stammt aus dem Wappen der Kieclers, der ehemaligen herrschaftlichen Familie von Kerprich-lès-Dieuze.

### Bevölkerungsentwicklung

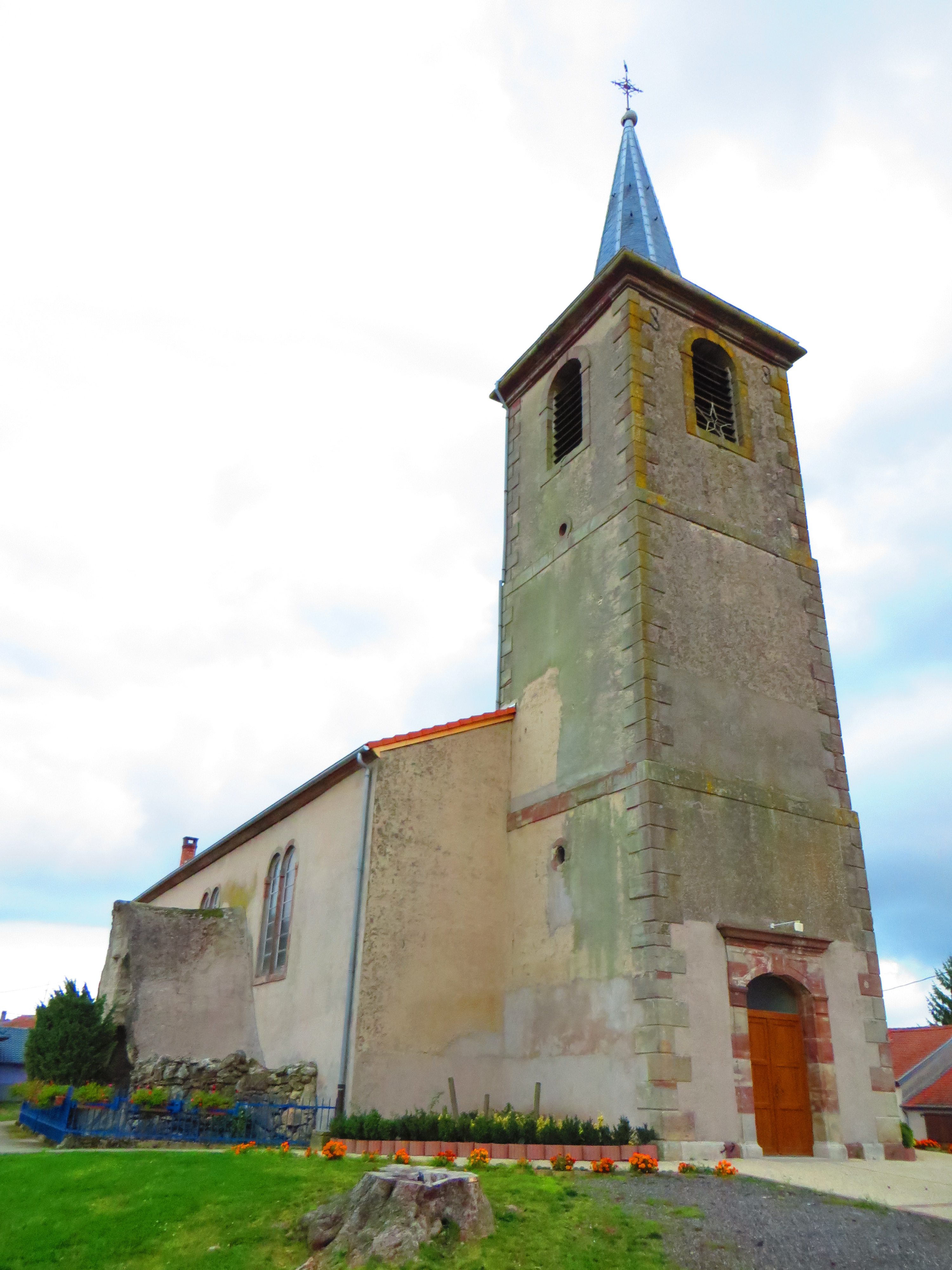
Kirche St. Martin in Kerprich-lès-Dieuze

| Jahr      | 1975 | 1982 | 1990 | 1999 | 2007 | 2019 |
| Einwohner | 618  | 714  | 730  | 643  | 639  | 583  |

## Belege
1. ↑  Wappenbeschreibung auf genealogie-lorraine.fr (französisch)